# Horní Bezděkov
Obec Horní Bezděkov se nachází 8 km jihozápadně od Kladna, v okrese Kladno, kraj Středočeský. Rozkládá se asi osm kilometrů jižně od Kladna. Žije zde 741 obyvatel.

## Územněsprávní začlenění
Dějiny územněsprávního začleňování zahrnují období od roku 1850 do současnosti. V chronologickém přehledu je uvedena územně administrativní příslušnost obce v roce, kdy ke změně došlo:
- 1850 země česká, kraj Praha, politický okres Smíchov, soudní okres Unhošť[4]
- 1855 země česká, kraj Praha, soudní okres Unhošť[4]
- 1868 země česká, politický okres Smíchov, soudní okres Unhošť[4]
- 1893 země česká, politický okres Kladno, soudní okres Unhošť[5]
- 1939 země česká, Oberlandrat Kladno, politický okres Kladno, soudní okres Unhošť[6]
- 1942 země česká, Oberlandrat Praha, politický okres Kladno, soudní okres Unhošť[7]
- 1945 země česká, správní okres Kladno, soudní okres Unhošť[8]
- 1949 Pražský kraj, okres Kladno[9]
- 1960 Středočeský kraj, okres Kladno[10]

### Rok 1932
V obci Horní Bezděkov (305 obyvatel) byly v roce 1932 evidovány tyto živnosti a obchody: družstvo pro rozvod elektrické energie v Horním Bezděkově, 3 hostince, obuvník, 2 obchody se smíšeným zbožím, spořitelní a záložní spolek pro Horní Bezděkov, trafika.

## Hospodářství
V oblasti zemědělství pracují čtyři soukromí zemědělci. Obyvatelé obce převážně dojíždějí za prací do Prahy, Kladna i Unhoště.

## Občanská vybavenost
Děti dojíždějí do školy do Unhoště, kde je také lékař, lékárna, pošta, obchodní dům, obchody, podnikatelské firmy a velkosklady. Unhošť je vzdálená 4 km. Obcí jezdí autobus ČSAD, který děti i dospělé několikrát denně dopravuje k určeným místům.
V obci lze nakoupit v jednom obchodě se smíšeným zbožím a v květinářství , posedět u tenisového kurtu s hospodou . V budově obecního úřadu je společenská místnost, která slouží k různým oslavám a společenským událostem. Zároveň je zapůjčována k soukromým oslavám. V obci jsou švadleny, zahradníci, kovovýroba, kovář, truhlář, pokrývač, tesař.
V obci je místní hřbitov s kaplí.

## Investiční výstavba
V obci je plynofikace, obec zrealizovala a zintenzifikovala čistírnu odpadních vod za přispění Krajského úřadu Středočeského kraje, telefony, veřejné osvětlení a místní rozhlas.
Byl realizován odvod balastních (drenážních) vod z nové výstavby rodinných domů a vzhledem k velkému počtu nových zájemců o bydlení v obci je nutná intenzifikace (rozšíření) čistírny odpadních vod. V plánu obce je výstavba vodovodu, stažení veškerých drátů do země, obnova zeleně, vybudování cyklotrasy, oprava fasády na kapličce a hřbitovní kapli, úprava historické úvozové cesty, opravy a vybudování chodníků a komunikací a další aktivity nutné k tomu, aby se lidem v obci líbilo.

## Doprava
- Silniční doprava – Obcí prochází silnice II/201 v úseku Křivoklát – Zbečno – Horní Bezděkov – Unhošť – Jeneč.
- Železniční doprava – Železniční trať ani stanice na území obce nejsou. Nejblíže obci je železniční stanice Unhošť ve vzdálenosti 7 km ležící na trati 120 z Prahy do Kladna a Rakovníka.
- Autobusová doprava – V obci zastavovaly v červnu 2011 autobusové linky Unhošť-Malé Kyšice-Praha (1 spoj tam i zpět) a Kladno – Horní Bezděkov – Unhošť (6 spojů tam, 9 spojů zpět) (dopravce ČSAD MHD Kladno, a.s.).[12]

## Pamětihodnosti
- Usedlost čp. 11

## Další fotografie

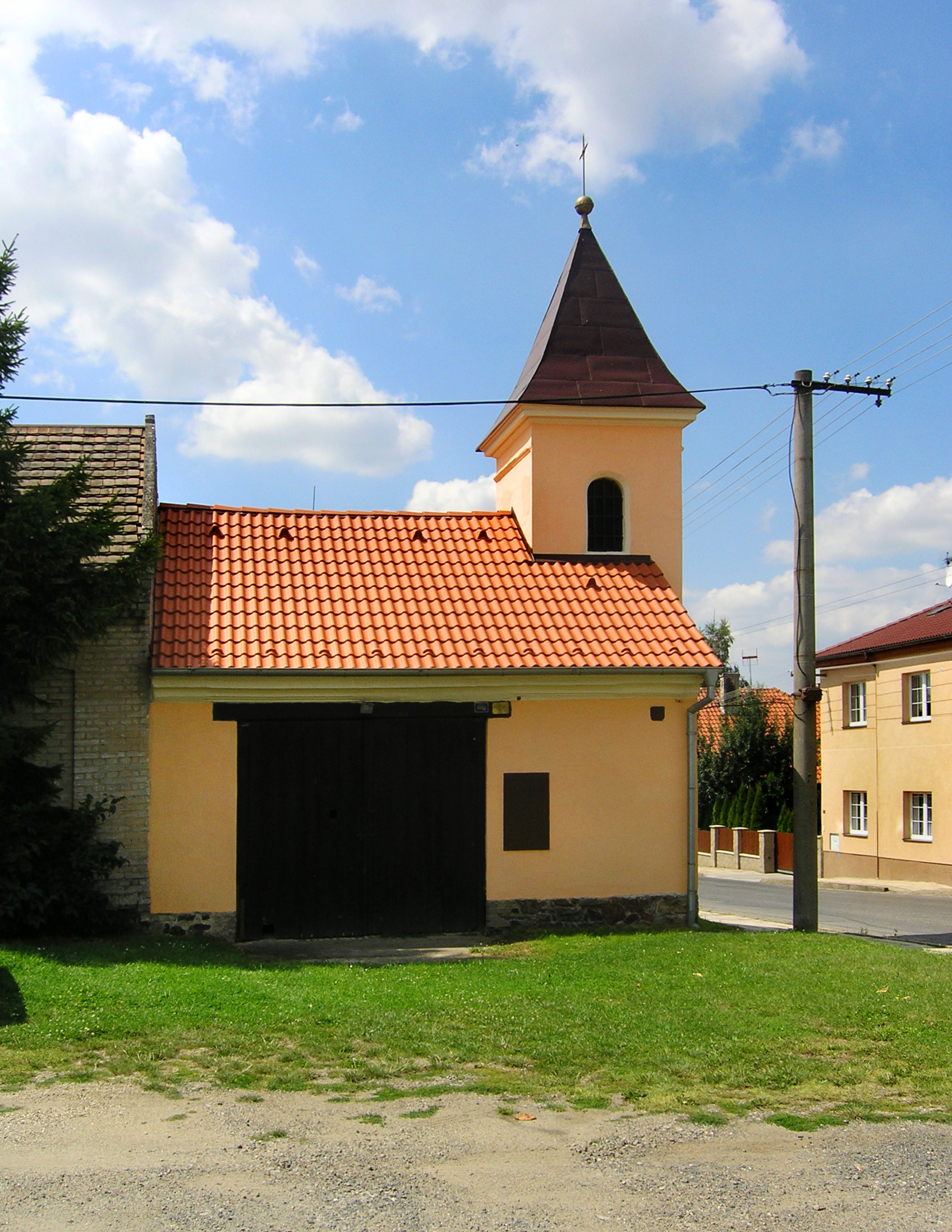
Zvonice
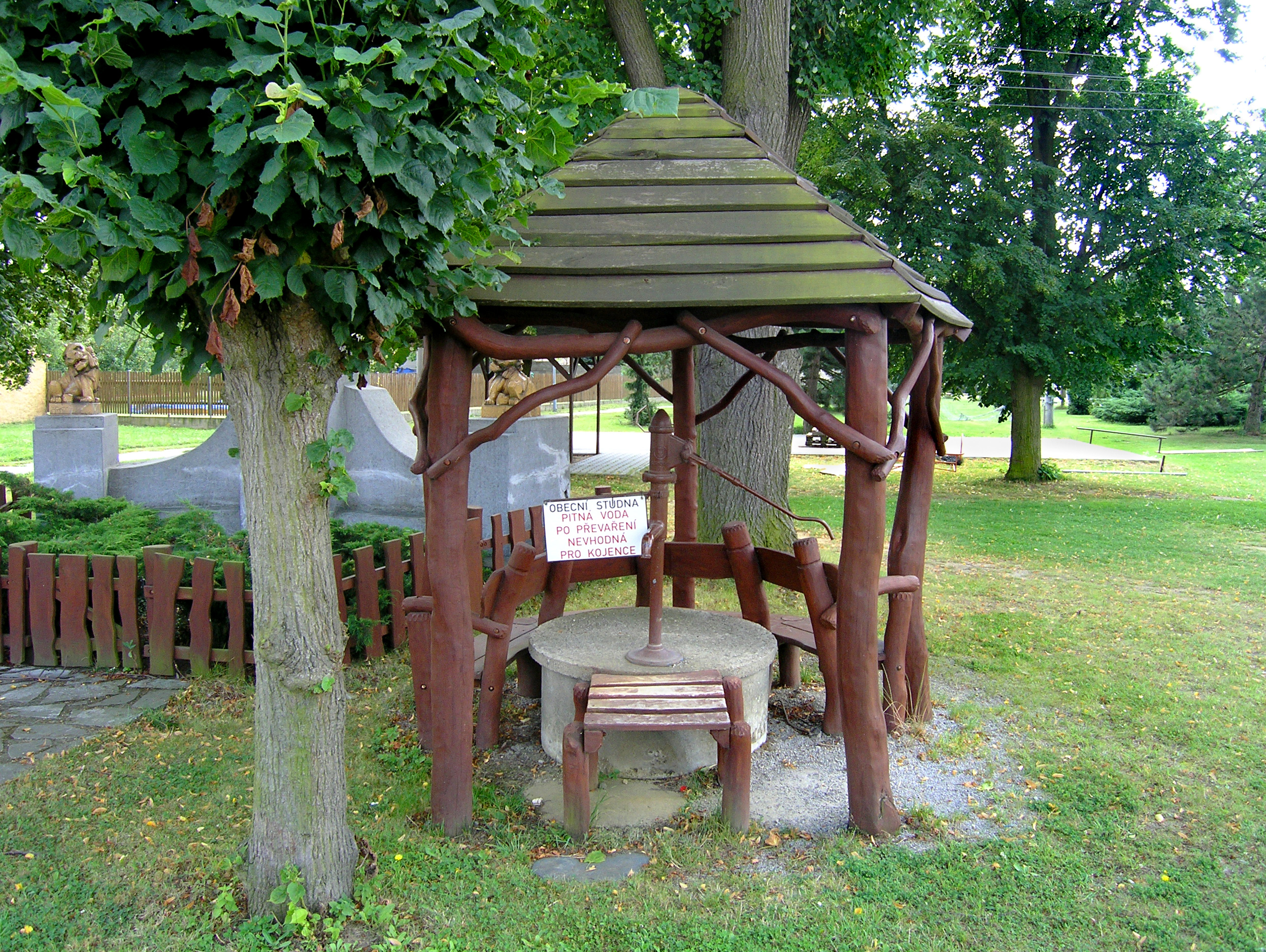
Studna na návsi